# ФК Тетекс
ФК Тетекс је фудбалски клуб из Тетова у Северној Македонији, који тренутно игра у Другој лиги Македоније. Своје утакмице игра на на Градском стадиону у Тетову, капацитета 15.000 места. Надимак играча је текстилци, према текстилном заводу „Тетекс“ чије име носи. Боја дресова је бела.

## Историја
Клуб је формиран 1953. под именом ФК Текстилец. Иако је у Тетову већ дуже време егзистирао ФК Љуботен, за кратко време, Тетекс је постигао велики успех. ФК Тетекс је играо и у Првој лиги Југославије, у сезони 1981/82., када је освојило 17-то место и исте сезоне испао. Формирањем Прве лиге Македоније, клуб је постао прволигаш, али је у истој сезони испао из лиге и играо у Другој лиги Македоније до сезоне 2008/09. кад је победио у другој лиги и постао прволигаш (2009/10) и завршио на 7. месту табеле. Те исте сезоне клуб је постигао највећи успех у историји клуба, освојивши по први пут Куп Македоније, победивши у финалу Работнички са 3:2. Други трофеј у купу освојен је 2013. победом над Шкендијом у финалу и то након извођења пенала 6:5 (након 120 минута резултат је био 1:1).
У сезони 2010/11. клуб је по први пут играо у неком европском такмичењу, УЕФА лиги Европе, прво је у 2. колу кв. савладао летонски Вентспилс, али је у 3. колу кв. био слабији од Елфсборг.

## Навијачи
Навијачи ФК Тетекса су познати као „Војводе“, формирани 1988. године. Њихова трибина је јужна и познати су као „ВОЈВОДИ ЈУГ“.

## Успеси
- Куп Македоније
  - Победник (2) :  2009/10, 2012/13.
  -  Финалиста (2) : 2010/11, 2014/15.
- Суперкуп Македоније

-  Финалиста (1) : 2013.

## Тетекс у европским такмичењима
| Сезона   | Такмичење        | Коло        |          | Клуб      | Резултат |
| -------- | ---------------- | ----------- | -------- | --------- | -------- |
| 2010/11. | УЕФА лига Европе | 2. коло кв. | Летонија | Вентспилс | 0:0, 3:1 |
|          |                  | 3. коло кв. | Шведска  | Елфсборг  | 0:5, 1:2 |